# Lagarfoss
Lagarfoss (in lingua islandese: cascata del Laga) è una cascata situata nella regione dell'Austurland, nella parte orientale dell'Islanda.

## Descrizione
La cascata è situata sul fiume Lagarfljót e forma un salto di circa 10 metri lungo un tratto in pendenza di circa 500 metri di lunghezza. È quindi assimilabile a un tratto di rapide del fiume.

## Lagarfossvirkjun
Nel 1974 sul fiume è stata costruita una centrale idroelettrica con una capacità installata di 8 MW, che veniva utilizzata per l'approvvigionamento energetico locale. Di conseguenza, la cascata spesso scompariva in quanto tutta l'acqua veniva imbrigliata per azionare le turbine. La centrale è stata ampliata a 20 MW nel 2007. La cascata è diventata nuovamente visibile nel 2007 quando la centrale elettrica di Kárahnjúkar è entrata in funzione, e l'eccesso di acqua supplementare viene immessa nel fiume Lagarfljót.

## Accesso
La cascata si trova a 27 km a nord di Egilsstaðir, sulla strada T944 Lagarfossvegur. La T944 è la strada di collegamento tra la T926 Hróarstungavegur e la S94 Borgarfjarðarvegur per Bakkagerði.